# Kevin Baker
Pour les articles homonymes, voir Baker.
Kevin Baker (né le 15 juin 1979 à Kingston, dans la province de l'Ontario au Canada) est un joueur professionnel de hockey sur glace.

## Carrière de joueur
Ancien choix de 7e tour des Kings de Los Angeles, il ne joua jamais dans la Ligue nationale de hockey. Il devint professionnel au début de la saison 2000-2001 après avoir évolué trois saisons avec les Bulls de Belleville au niveau junior.
Il joua deux saisons chez les professionnels avant de joindre les rangs des Axemen de l'Université Acadia à Halifax au Canada. Son séjour dura trois saisons. Il signa par la suite un contrat avec les Wildcatters du Texas de l'ECHL. En 2007-2008, il fit un bref passage avec le SERC Wild Wings dans la deuxième division du championnat de hockey allemand avant de revenir jouer avec les Wildcatters. Il évolue par la suite avec les Everblades de la Floride où il atteignit pour la première fois le plateau des 50 buts en une saison.

## Statistiques
| Saison    | Équipe                        | Ligue          |    | Saison régulière | Saison régulière | Saison régulière | Saison régulière | Saison régulière |    | Séries éliminatoires | Séries éliminatoires | Séries éliminatoires | Séries éliminatoires | Séries éliminatoires |
| Saison    | Équipe                        | Ligue          | PJ | B                | A                | Pts              | Pun              | PJ               | B  | A                    | Pts                  | Pun                  |                      |                      |
| 1997-1998 | Bulls de Belleville           | LHO            | 63 | 21               | 21               | 42               | 62               | 9                | 4  | 5                    | 9                    | 11                   |                      |                      |
| 1998-1999 | Bulls de Belleville           | LHO            | 68 | 44               | 37               | 81               | 66               | 12               | 12 | 5                    | 7                    | 12                   |                      |                      |
| 1999      | Bulls de Belleville           | Coupe Memorial | -  | -                | -                | -                | -                |                  |    |                      |                      |                      |                      |                      |
| 1999-2000 | Bulls de Belleville           | LHO            | 60 | 28               | 31               | 59               | 90               | 16               | 11 | 5                    | 16                   | 22                   |                      |                      |
| 2000-2001 | Lock Monsters de Lowell       | LAH            | 26 | 6                | 5                | 11               | 18               | -                | -  | -                    | -                    | -                    |                      |                      |
| 2001-2002 | Chiefs de Johnstown           | ECHL           | 18 | 6                | 10               | 16               | 26               | 5                | 4  | 1                    | 5                    | 6                    |                      |                      |
| 2001-2002 | Flames de Saint-Jean          | LAH            | 43 | 13               | 7                | 20               | 20               | -                | -  | -                    | -                    | -                    |                      |                      |
|           |                               |                |    |                  |                  |                  |                  |                  |    |                      |                      |                      |                      |                      |
| 2003-2004 | Axemen de l'Université Acadia | SIC            | 21 | 10               | 6                | 16               | 36               | -                | -  | -                    | -                    | -                    |                      |                      |
| 2004-2005 | Axemen de l'Université Acadia | SIC            | 28 | 24               | 16               | 40               | 16               | 7                | 3  | 4                    | 7                    | 2                    |                      |                      |
| 2005-2006 | Axemen de l'Université Acadia | SIC            | 28 | 24               | 23               | 47               | 26               | 5                | 4  | 6                    | 10                   | 4                    |                      |                      |
| 2006-2007 | Wildcatters du Texas          | ECHL           | 62 | 36               | 42               | 81               | 76               | 10               | 6  | 4                    | 10                   | 20                   |                      |                      |
| 2006-2007 | Admirals de Milwaukee         | LAH            | 2  | 0                | 3                | 3                | 0                | -                | -  | -                    | -                    | -                    |                      |                      |
| 2006-2007 | Marlies de Toronto            | LAH            | 7  | 2                | 0                | 2                | 0                | -                | -  | -                    | -                    | -                    |                      |                      |
| 2007-2008 | SERC Wild Wings               | 2. Bundesliga  | 23 | 8                | 8                | 16               | 18               | -                | -  | -                    | -                    | -                    |                      |                      |
| 2007-2008 | Wildcatters du Texas          | ECHL           | 44 | 29               | 27               | 56               | 23               | 9                | 5  | 2                    | 7                    | 12                   |                      |                      |
| 2008-2009 | Everblades de la Floride      | ECHL           | 70 | 57               | 45               | 102              | 66               | 11               | 3  | 5                    | 8                    | 8                    |                      |                      |
| 2008-2009 | Americans de Rochester        | LAH            | 1  | 0                | 0                | 0                | 0                | -                | -  | -                    | -                    | -                    |                      |                      |
| 2009-2010 | Everblades de la Floride      | ECHL           | 55 | 13               | 29               | 42               | 32               | 5                | 1  | 0                    | 1                    | 2                    |                      |                      |
| 2009-2010 | River Rats d'Albany           | LAH            | 1  | 0                | 0                | 0                | 0                | -                | -  | -                    | -                    | -                    |                      |                      |
| 2010-2011 | AS Renon                      | Série A        | 39 | 15               | 21               | 36               | 50               | 4                | 2  | 4                    | 6                    | 6                    |                      |                      |
| 2011-2012 | Thunder de Stockton           | ECHL           | 69 | 27               | 29               | 56               | 46               | 8                | 1  | 5                    | 6                    | 2                    |                      |                      |
| 2012-2013 | Solar Bears d'Orlando         | ECHL           | 18 | 4                | 5                | 9                | 26               | -                | -  | -                    | -                    | -                    |                      |                      |
| 2012-2013 | IceMen d'Evansville           | ECHL           | 32 | 18               | 12               | 30               | 8                | -                | -  | -                    | -                    | -                    |                      |                      |
| 2012-2013 | Sundogs de l'Arizona          | LCH            | 10 | 8                | 6                | 14               | 6                | 4                | 0  | 0                    | 0                    | 2                    |                      |                      |
| 2013-2014 | Sundogs de l'Arizona          | LCH            | 65 | 34               | 30               | 64               | 34               | 11               | 5  | 4                    | 9                    | 16                   |                      |                      |
| 2014-2015 | Mallards de Quad City         | LCH            | 59 | 22               | 28               | 50               | 42               | 7                | 3  | 2                    | 5                    | 4                    |                      |                      |

## Trophées et honneurs personnels
- ECHL
  - 2007 et 2009 : participa au match de étoiles
  - 2007 : nommé dans la 1re équipe d'étoiles